# Hypoplectrus providencianus
Hamlet enmascarado (Hypoplectrus providencianus) es una especie de pez, de la familia Serranidae. Ha sido observado en las aguas marítimas del Archipiélago de San Andrés, Providencia y Santa Catalina (Colombia) y en las islas Caimán.
Se estima que esta especie se distribuye en el Mar Caribe, desde Turcos y Caicos Cuba, Haití y Jamaica, hasta América Central desde Quintana Roo hasta Panamá.
Vive entre los arrecifes de coral, a un profundidad entre 7 a 15 m.
Puede alcanzar hasta 13 cm de longitud.